# Лексина, Дарья Владимировна
Дарья Владимировна Лексина (род. 16 февраля 1992, Гулькевичи, Краснодарский край) — российская спортсменка, чемпионка и призёр чемпионатов России по вольной борьбе, призёр розыгрышей Кубка России по вольной борьбе, мастер спорта России. Выпускница Карачаево-Черкесского государственного университета. C 13 сентября 2015 года — депутат Совета муниципального образования Гулькевичский район VI созыва по Новоукраинскому избирательному округу № 12.

## Спортивные результаты
- Чемпионат России по женской борьбе 2020 года — ;
- Чемпионат России по женской борьбе 2018 года — ;
- Чемпионат России по женской борьбе 2017 года — ;
- Чемпионат России по женской борьбе 2016 года — ;
- Кубок России 2014 года — ;
- Чемпионат России по женской борьбе 2014 года — ;
- Кубок России 2012 года — ;

## Дисквалификация
В 2023 году Международное агентство по тестированию (ITA) дисквалифицировало Лексину на два года за нарушения антидопинговых правил. Расследование нарушения антидопинговых правил велось в рамках дела о базе данных Московской антидопинговой лаборатории (LIMS).